# Napal Sisik
Napal Sisik is een bestuurslaag in het regentschap Batang Hari van de provincie Jambi, Indonesië. Napal Sisik telt 690 inwoners (volkstelling 2010).